# Шалаурі (Сачхерський муніципалітет)
Шалаурі (груз. შალაური) — село в Грузії.
За даними перепису населення 2014 року в селі проживає 147 осіб.